# Tripp Eisen

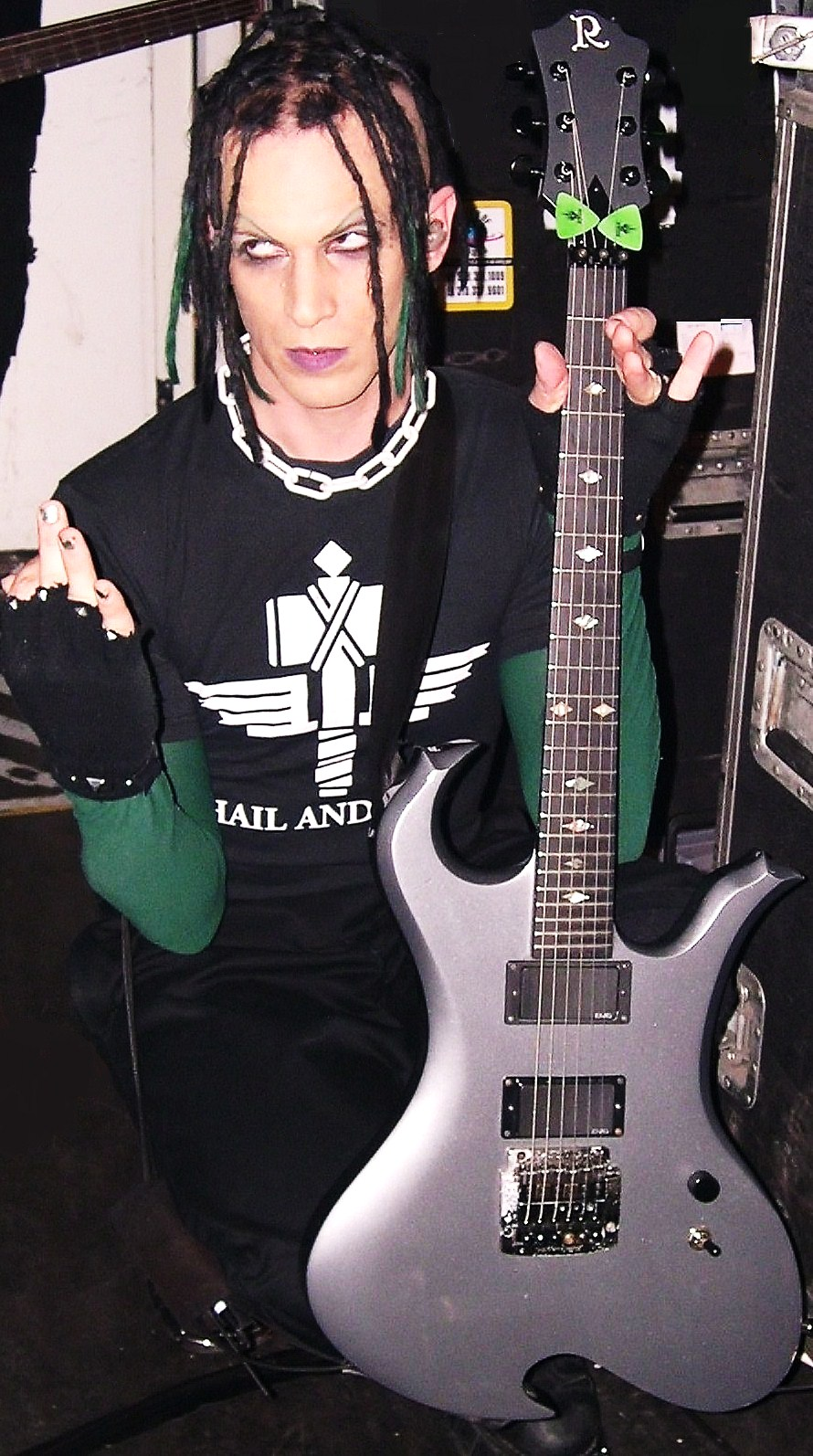
Tripp Eisen, 2004

Tod Rex Salvador (* 29. Juni 1965 in Pennsylvania), alias Tripp Eisen, ist ein US-amerikanischer Gitarrist und unter anderem ehemaliges Mitglied der Bands Dope, Murderdolls und Static-X.

## Musikalischer Werdegang
Eisen kam am 29. Juni 1965 im nordöstlichen Pennsylvania auf die Welt. Mit 12 Jahren begann er, Trompete und Klavier zu spielen und war während seiner Zeit an der High School Mitglied einer Blaskapelle. Zu Weihnachten 1978 bekam er von seinen Eltern die erste Gitarre geschenkt.
Nach seinem Schulabschluss zog er nach New Jersey. Er spielte dort in einigen Industrial-Bands, als er Edsel Dope kennenlernte. Ende 1997 zog Eisen nach New York City, um Bassist in Dopes Band „Dope“ zu werden. Gitarrist war zu diesem Zeitpunkt Sloane Jentry, der im Herbst 1999 für einige Zeit die Band verließ. Daraufhin übernahm Eisen die Position an der Gitarre.
2000 begann er bei der Band „The Rejects“ zu spielen und verließ deshalb Dope. Etwas später nannte sich The Rejects in „Murderdolls“ um. Zu dieser Zeit verließ Koichi Fukuda Static-X und daraufhin stieg Eisen im Frühjahr 2001 auch dort als Gitarrist ein und half bei der Fertigstellung des Albums Machine. Im August 2002 verließ er die Murderdolls, um sich auf seine Arbeit bei Static-X zu konzentrieren, wo er sich mittlerweile am Songwriting für Shadow Zone beteiligte.

## Verurteilung wegen sexuellen Missbrauchs
Am 24. Februar 2005 wurde er wegen des Verdachts auf sexuellen Missbrauch einer Minderjährigen inhaftiert, nachdem er bereits zwei Wochen vorher unter einem ähnlichen Verdacht für einige Stunden festgenommen und gegen Kaution freigelassen worden war, worauf er flüchtete. Am 24. Juni wurde Eisen deswegen zu einer einjährigen Haftstrafe verurteilt, aus der er am 7. Oktober 2005 vorzeitig entlassen wurde.
Dope und Murderdolls hatte Tod Rex Salvador bereits vor dem Jahr 2005 verlassen. Nachdem die Vorwürfe bekannt wurden, trennte sich auch Static-X von ihm.

## Diskografie
mit Dope
- 1999: felons and revolutionaries
- 2001: LIFE

mit den Murderdolls
- 2002: Right to Remain Violent (EP)
- 2003: Beyond the Valley of the Murderdolls

mit Static-X
- 2001: Machine
- 2003: Shadow Zone (mit X-Posed-DVD)
- 2004: Beneath... Between... Beyond...
- 2005: Start a War (die Stücke wurden vor seinem Rauswurf aufgenommen)